# Distribución de las letras en el Scrabble
Muchas ediciones del juego de tablero Scrabble varían en la distribución de letras de las piezas, porque la frecuencia de aparición de cada letra en el alfabeto es diferente para cada idioma. Como regla general, la letra más rara es la que vale más.
Muchos idiomas usan conjuntos de 102 piezas, ya que el número original de 100 piezas se aumentó con dos piezas en blanco.

## Afrikáans
En las ediciones en afrikáans se usan 102 piezas:
- 2 comodines (0 puntos)
- 1 punto: E ×16, A ×9, I ×8, D ×6, N ×8, O ×6, R ×6, S ×6, T ×6
- 2 puntos: G ×4, H ×3, L ×3
- 3 puntos: K ×3, W ×3
- 4 puntos: M ×2, U ×2, Y ×2
- 5 puntos: P ×2, V ×2
- 8 puntos: B ×1, F ×1
- 10 puntos: J ×1

Afrikáans usa las letras Z y X, pero son tan infrecuentes que no tienen cuadros en el set estándar. Una blanca puede ser usada como Z o X. Tampoco hay cuadros para la C y Q y esas letras no son usadas como tales en afrikáans, excepto para algunos préstamos lingüísticos.

## Alemán
Las ediciones en idioma alemán cuentan con 102 piezas, en la distribución siguiente:
- 2 comodines (0 puntos)
- 1 punto: E ×15, N ×9, S ×7, I ×6, R ×6, T ×6, U ×6, A ×5, D ×4
- 2 puntos: H ×4, G ×3, L ×3, O ×3
- 3 puntos: M ×4, B ×2, W ×1, Z ×1
- 4 puntos: C ×2, F ×2, K ×2, P ×1
- 6 puntos: Ä ×1, J ×1, Ü ×1, V ×1
- 8 puntos: Ö ×1, X ×1
- 10 puntos: Q ×1, Y ×1

Antes de 1989–1990, los sets en alemán tenían 119 piezas. Hasta ocho piezas se usaban a la vez a diferencia del estándar actual de siete, como método de aceleración. La antigua distribución era:
- 2 comodines (0 puntos)
- 1 punto: E ×16, N ×10, I ×9, S ×8, R ×7, A ×6, U ×6, D ×6
- 2 puntos: H ×5, T ×5, C ×4, L ×4, O ×4, G ×3, W ×2
- 3 puntos: M ×4, F ×3, B ×2, Z ×2, K ×2
- 4 puntos: P ×1, V ×1
- 5 puntos: Ü ×1
- 6 puntos: Ä ×1, J ×1
- 8 puntos: Ö ×1, X ×1
- 10 puntos: Q ×1, Y ×1

Ni la antigua ni la nueva distribución contienen la letra Eszett (ß), ya que no existe como una letra mayúscula. Las palabras con ß se pueden reproducir, sin embargo, mediante el uso de dos S (por ejemplo, para STRASSE Straße). Contrariamente al crucigrama, las diéresis s Ä, Ö, Ü no deben ser representadas por AE, OE y UE, respectivamente.

## Árabe
Las ediciones del idioma árabe usan las siguientes 100 piezas:
- 2 comodines con 0 puntos
- 1 punto: ﺍ ×8, ﻝ ×4, ج ×4, ﺡ ×3, ﺥ ×3, ﻡ ×3, ﻥ ×3, ﻩ ×3, ﻭ ×3, ي ×3
- 2 puntos: ﺏ ×4, ﺭ ×3, ﺕ ×4, ﺩ ×3, ﺱ ×3, ﺙ ×3,
- 3 puntos: ﻑ ×3, ﻕ ×3, ﺫ ×3, ﺵ ×3, ﺯ ×3
- 4 puntos: ﺹ ×3, ﺽ ×3, ﻉ ×3, ﻙ ×3, ﻁ ×2,
- 5 puntos: ﻅ ×2
- 6 puntos: ﺉ ×2
- 8 puntos: ﻍ ×2, ﺀ ×2
- 10 puntos: ﺃ ×2, ﺅ ×2

## Búlgaro
Las ediciones en idioma búlgaro, que usan el alfabeto cirílico, usan las siguientes 102 piezas:
- 2 piezas en blanco (0 puntos)
- 1 punto: А ×9, Е ×8, И ×8, Н ×4, О ×9, П ×4, Р ×4, С ×4, Т ×5
- 2 puntos: Б ×3, В ×4, Д ×4, К ×3, Л ×3, М ×4
- 3 puntos: Г ×3, Ъ ×2
- 4 puntos: Ж ×2, З ×2
- 5 puntos: Й ×1, У ×3, Х ×1, Ч ×2, Я ×2
- 8 puntos: Ц ×1, Ш ×1, Ю ×1
- 10 puntos: Ф ×1, Щ ×1, Ь ×1

## Catalán
Las ediciones en idioma catalán usan las siguientes 100 piezas.
- 2 comodines (0 puntos)
- 1 punto: E ×13, A ×12, I ×8, R ×8, S ×8, N ×6, O ×5, T ×5, L ×4, U ×4
- 2 puntos: C ×3, D ×3, M ×3
- 3 puntos: B ×2, G ×2, P ×2
- 4 puntos: F ×1, V ×1
- 8 puntos: H ×1, J ×1, Q ×1, Z ×1
- 10 puntos: Ç ×1, L·L ×1, NY ×1, X ×1

Los acentos y diéresis son ignorados; por ejemplo, À es usada como A. Sin embargo, hay piezas especiales para las letras catalanas Ç (ce trencada) y L·L (ela geminada), también como el dígrafo NY. No es usado como una N seguida por un cuadro en blanco (como la Y) para el dígrafo NY. Las reglas oficiales dicen que Q está sola en su cuadro correspondiente, pero usualmente los jugadores valencianos usan el cuadro de la Q como el dígrafo QU y todos los clubs de Scrabble valencianos usan esta regla de facto.

## Checo
Las ediciones en el idioma checo usan las siguientes 100 piezas:
- 2 comodines (0 puntos)
- 1 punto: O ×6, A ×5, E ×5, N ×5, I ×4, S ×4, T ×4, V ×4, D ×3, K ×3, L ×3, P ×3, R ×3,
- 2 puntos: C ×3, H ×3, Í ×3, M ×3, U ×3, Á ×2, J ×2, Y ×2, Z ×2
- 3 puntos: B ×2, É ×2, Ě ×2
- 4 puntos: Ř ×2, Š ×2, Ý ×2, Č ×1, Ů ×1, Ž ×1
- 5 puntos: F ×1, G ×1, Ú ×1
- 6 puntos: Ň ×1
- 7 puntos: Ó ×1, Ť ×1
- 8 puntos: Ď ×1
- 10 puntos: X ×1

## Croata
Las ediciones en croata usan las siguientes 103 piezas:
- 2 comodines (0 puntos)
- 1 punto: A ×11, I ×10, E ×9, O ×9, N ×6, R ×5, S ×5, T ×5, J ×4, U ×4
- 2 puntos: K ×3, M ×3, P ×3, V ×3
- 3 puntos: D ×3, G ×2, L ×2, Z ×2, B ×1, Č ×1
- 4 puntos: C ×1, H ×1, LJ ×1, NJ ×1, Š ×1, Ž ×1
- 5 puntos: Ć ×1
- 8 puntos: F ×1
- 10 puntos: DŽ ×1, Ð ×1

## Danés
Las ediciones en idioma danés usan las siguientes 100 piezas.
- 2 comodines (0 puntos)
- 1 punto: E ×9, A ×7, N ×6, R ×6
- 2 puntos: D ×5, L ×5, O ×5, S ×5, T ×5
- 3 puntos: B ×4, K ×4, I ×4, F ×3, G ×3, M ×3, U ×3, V ×3
- 4 puntos: H ×2, J ×2, P ×2, Y ×2, Æ ×2, Ø ×2, Å ×2
- 8 puntos: C ×2, X ×1, Z ×1

La distribución carece de Q y W, porque son raras en el idioma danés.

## Eslovaco
Los sets en eslovaco usan 100 piezas:
- 2 comodines (0 puntos)
- 1 punto: A ×9, O ×9, E ×8, I ×5, N ×5, T ×4, R ×4, S ×4, V ×4
- 2 puntos: M ×4, K ×3, L ×3, D ×3, P ×3
- 3 puntos: J ×2, U ×2
- 4 puntos: B ×2, H ×1, Y ×1, Z ×1, Á ×1, C ×1
- 5 puntos: Č ×1, Ž ×1, Š ×1, Í ×1, Ý ×1
- 7 puntos: Ľ ×1, Ť ×1, É ×1, Ú ×1
- 8 puntos: Ď ×1, F ×1, G ×1, Ň ×1, Ô ×1
- 10 puntos: Ĺ ×1, Ŕ ×1, X ×1, Ä ×1, Ó ×1

## Esloveno
Los sets en esloveno usan 100 piezas:
- 2 comodines (0 puntos)
- 1 punto: E ×11, A ×10, I ×9, O ×8, N ×7, R ×6, S ×6, J ×4, L ×4,T ×4
- 2 puntos: D ×4, V ×4
- 3 puntos: K ×3, M ×2, P ×2, U ×2
- 4 puntos: B ×2, G ×2, Z ×2
- 5 puntos: Č ×1, H ×1
- 6 puntos: Š ×1
- 8 puntos: C ×1
- 10 puntos: F ×1, Ž ×1

## Español

Fichas de Scrabble en español(fuera de Norteamérica).

Las ediciones del idioma castellano fuera de Norteamérica usan las siguientes 100 piezas:
- 2 comodines (0 puntos)
- 1 punto: A ×12, E ×12, I ×6, L ×4, N ×5, O ×9, R ×5, S ×6, T ×4, U ×5
- 2 puntos: D ×5, G ×2
- 3 puntos: B ×2, C ×4, M ×2, P ×2
- 4 puntos: F ×1, H ×2, V ×1, Y ×1
- 5 puntos: Ch ×1, Q ×1
- 8 puntos: J ×1, LL ×1, Ñ ×1, RR ×1, X ×1
- 10 puntos: Z ×1

Se omiten la K y la W ya que no son corrientes en el idioma (según la FISE, no se pueden usar comodines en su lugar). No se incluyen acentos.
El uso de una C y una H en lugar de la CH, dos L para la LL, o dos R para la RR no está permitido en el Scrabble en castellano.
Las ediciones en castellano vendidos en Norteamérica (conocidos como Scrabble - Edición en Español) usan estas 103 piezas:
- 2 comodines (0 puntos)
- 1 punto: A ×11, E ×11, O ×8, S ×7, I ×6, U ×6, N ×5, L ×4, R ×4, T ×4
- 2 puntos: C ×4, D ×4, G ×2
- 3 puntos: M ×3, B ×3, P ×2
- 4 puntos: F ×2, H ×2, V ×2, Y ×1
- 6 puntos: J ×2
- 8 puntos: K ×1, LL ×1, Ñ ×1, Q ×1, RR ×1, W ×1, X ×1
- 10 puntos: Z ×1

La edición de Scrabble de Mattel de 2021 usa 100 fichas de la siguiente manera:
- 2 comodines (0 puntos)
- 1 punto: A ×12, E ×12, O ×9, S ×6, I ×6, U ×5, N ×5, R ×6, T ×4
- 2 puntos: D ×5, G ×2 L ×5,
- 3 puntos: C ×4, M ×2, B ×2, P ×2
- 4 puntos: F ×1, H ×2, V ×1, Y ×1
- 5 puntos: Q ×1,
- 8 puntos: J ×1 Ñ ×1, X ×1
- 10 puntos:  K ×1, Z ×1

Debido a la eliminación de los dígrafos en el alfabeto Español (CH, LL, RR) estos no se encuentran en esta versión. El grafema W tampoco se encuentra por su poco uso lingüístico.

## Esperanto
Los sets en esperanto usan estas 100 piezas:
- 2 comodines (0 puntos).
- 1 punto: A ×8, E ×8, I ×8, O ×8, N ×6, R ×6, S ×6, L ×4, T ×4, U ×4
- 2 puntos: K ×4, M ×4, D ×3, J ×3, P ×3
- 3 puntos: F ×2, G ×2, Ĝ ×2, V ×2
- 4 puntos: B ×2, Ĉ ×2, C ×1, Ŝ ×1
- 5 puntos: Z ×1
- 8 puntos: H ×1, Ŭ ×1
- 10 puntos: Ĥ ×1, Ĵ ×1

Scrabble en Esperanto existe, pero solo como juego en línea (Reglas de scrabble en Esperanto). No se han fabricado sets físicos hasta ahora.

## Finlandés
Los sets en idioma finlandés usan estas 100 piezas:
- 2 comodines (0 puntos)
- 1 punto: A ×10, I ×10, N ×9, S ×7, T ×9, E ×8
- 2 puntos: K ×5, L ×5, O ×5, Ä ×5
- 3 puntos: U ×4, M ×3
- 4 puntos: H ×2, J ×2, P ×2, R ×2, V ×2, Y ×2
- 7 puntos: D ×1, Ö ×1
- 8 puntos: B ×1, F ×1, G ×1
- 10 puntos: C ×1

## Francés
Las ediciones en francés del Scrabble cuentan con 102 piezas:
- 2 comodines (0 puntos)
- 1 punto: E ×15, A ×9, I ×8, N ×6, O ×6, R ×6, S ×6, T ×6, U ×6, L ×5
- 2 puntos: D ×3, G ×2, M ×3
- 3 puntos: B ×2, C ×2, P ×2
- 4 puntos: F ×2, H ×2, V ×2
- 8 puntos: J ×1, Q ×1
- 10 puntos: K ×1, W ×1, X ×1, Y ×1, Z ×1

Los signos diacríticos son ignorados.

## Galés
Los sets en galés usan 105 fichas:
- 2 comodines (0 puntos)
- 1 punto: A ×10, E ×8, N ×8, I ×7, R ×7, Y ×7, D ×6, O ×6, W ×5, DD ×4
- 2 puntos: F ×3, G ×3, L ×3, U ×3
- 3 puntos: S ×3, B ×2, M ×2, T ×2
- 4 puntos: C ×2, FF ×2, H ×2, TH ×2
- 5 puntos: CH ×1, LL ×1, P ×1
- 8 puntos: J ×1
- 10 puntos: NG ×1, RH ×1

Hay fichas diferentes para los dígrafos que son considerados letras separadas en la ortografía galesa (como DD), no se permiten usar letras separadas para representarlos. Los signos diacríticos en las letras se ignoran.
Omisiones: el dígrafo PH existe en galés, pero se usa exclusivamente en palabras mutadas, con las reglas anuladas; K, Q, V, X y Z no existen en galés. Posiblemente J no existe en galés, pero se incluye porque es usada a veces para palabras prestadas.

## Griego
Las ediciones en idioma griego cuentan con 104 piezas.
- 2 comodines (0 puntos)
- 1 punto: Α ×12, Ο ×9, Ε ×8, Ι ×8, Τ ×8, Η ×7, Σ ×7, Ν ×6
- 2 puntos: Ρ ×5, Κ ×4, Π ×4, Υ ×4
- 3 puntos: Λ ×3, Μ ×3, Ω ×3
- 4 puntos: Γ ×2, Δ ×2
- 8 puntos: Β ×1, Φ ×1, Χ ×1
- 10 puntos: Ζ ×1, Θ ×1, Ξ ×1, Ψ ×1

## Hebreo
Las ediciones en hebreo usan estas 104 piezas:
- 2 comodines (0 puntos)
- 1 punto: ו ×12, י ×10, ת ×9, ה ×8, ר ×8
- 2 puntos: א ×6, ל ×6, מ ×6, ש ×6
- 3 puntos: ד ×4, נ ×4
- 4 puntos: ב ×3, ח ×3, פ ×3, ק ×3
- 5 puntos: ג ×2, כ ×2, ע ×2
- 8 puntos: ז ×1, ט ×1, ס ×1, צ ×1

Es bueno notar que en el set, las formas finales de letras ך, ם, ן, ף y ץ no están disponibles y la forma normal es usada.

## Húngaro
Los sets en húngaro usan estas 100 piezas:
- 2 comodines (0 puntos).
- 1 punto: A ×6, E ×6, K ×6, T ×5, Á ×4, L ×4, N ×4, R ×4, I ×3, M ×3, O ×3, S ×3
- 2 puntos: B ×3, D ×3, G ×3, Ó ×3
- 3 puntos: É ×3, H ×2, SZ ×2, V ×2
- 4 puntos: F ×2, GY ×2, J ×2, Ö ×2, P ×2, U ×2, Ü ×2, Z ×2
- 5 puntos: C ×1, Í ×1, NY ×1
- 7 puntos: CS ×1, Ő ×1, Ú ×1, Ű ×1
- 8 puntos: LY ×1, ZS ×1
- 10 puntos: TY ×1

La DZ y la DZS, que son bastante raras en húngaro, no tienen cuadros, tampoco Q, W, X e Y, que son sólo usadas en préstamos lingüísticos, como parte del alfabeto húngaro.

## Inglés
Las ediciones en inglés cuentan con 100 cuadros, en la siguiente distribución:
- 2 comodines (0 puntos)
- 1 punto: E ×12, A ×9, I ×9, O ×8, N ×6, R ×6, T ×6, L ×4, S ×4, U ×4
- 2 puntos: D ×4, G ×3
- 3 puntos: B ×2, C ×2, M ×2, P ×2
- 4 puntos: F ×2, H ×2, V ×2, W ×2, Y ×2
- 5 puntos: K ×1
- 8 puntos: J ×1, X ×1
- 10 puntos: Q ×1, Z ×1

Diacríticas son ignoradas. Esta distribución no ha cambiado desde que Alfred Butts inventó el juego en 1938, a pesar de que ha habido diversos intentos para reformarla.

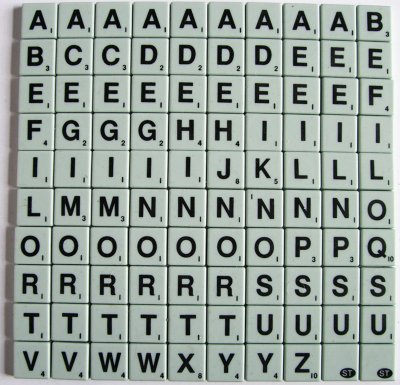
Un set completo en inglés.

Un nuevo producto de Mattel, Super Scrabble, fue lanzado en 2004. Este set contiene 200 piezas, en esta distribución:
- 4 comodines (0 puntos)
- 1 puntos: E ×24, A ×16, O ×15, T ×15, I ×13, N ×13, R ×13, S ×10, L ×7, U ×7
- 2 puntos: D ×8, G ×5
- 3 puntos: C ×6, M ×6, B ×4, P ×4
- 4 puntos: H ×5, F ×4, W ×4, Y ×4, V ×3
- 5 puntos: K ×2
- 8 puntos: J ×2, X ×2
- 10 puntos: Q ×2, Z ×2

## Islandés
Los sets en islandés usan estas 104 fichas:
- 2 comodines (0 puntos)
- 1 punto: A ×10, I ×8, N ×8, R ×7, E ×6, S ×6, T ×5, U ×6
- 2 puntos: Ð ×5, G ×4, K ×3, L ×3, M ×3
- 3 puntos: F ×3, O ×3, H ×2, V ×2
- 4 puntos: D ×2, Á ×2, Í ×2, Þ ×1
- 5 puntos: J ×1, Æ ×1
- 6 puntos: B ×1, É ×1, Ó ×1
- 7 puntos: Y ×1, Ö ×1
- 8 puntos: P ×1, Ú ×1
- 9 puntos: Ý ×1
- 10 puntos: X ×1

## Italiano
Las ediciones en italiano usan estas 120 fichas:
- 2 comodines (0 puntos)
- 1 punto: O ×15, A ×14, I ×12, E ×11
- 2 puntos: C ×6, R ×6, S ×6, T ×6
- 3 puntos: L ×5, M ×5, N ×5, U ×5
- 5 puntos: B ×3, D ×3, F ×3, P ×3, V ×3
- 8 puntos: G ×2, H ×2, Z ×2
- 10 puntos: Q ×1

## Japonés
Las ediciones en japonés cuentan con 100 piezas.
- 2 comodines (0 puntos)
- 1 punto: い ×4, う ×4, か ×4, し ×4, た ×4, て ×4, と ×4, の ×4, ん ×4
- 2 puntos: き ×3, く ×3, こ ×3, つ ×3, な ×3, に ×3, は ×3, よ ×3, れ ×3
- 3 puntos: あ ×2, け ×2, す ×2, せ ×2, も ×2, り ×2, る ×2, わ ×2, ら ×1
- 4 puntos: さ ×1, そ ×1, ち ×1, ま ×1
- 5 puntos: お ×1, ひ ×1, ふ ×1, ゆ ×1
- 6 puntos: ほ ×1, め ×1, や ×1
- 8 puntos: え ×1, へ ×1, み ×1
- 10 puntos: ね ×1, む ×1, ろ ×1
- 12 puntos: ぬ ×1

## Malayo
Los sets en malayo usan las siguientes 100 fichas:
- 2 comodines (0 puntos)
- 1 punto: A ×19, N ×8, E ×7, I ×7, K ×6, U ×6, M ×5, R ×5, T ×5
- 2 puntos: L ×4, S ×4
- 3 puntos: G ×4, B ×3, D ×3
- 4 puntos: H ×2, O ×2, P ×2
- 5 puntos: J ×1, Y ×1
- 8 puntos: C ×1, W ×1
- 10 puntos: F ×1, Z ×1

Nótese que la Q, la V, y la X están ausentes porque están sólo presentes en préstamos lingüísticos.

## Neerlandés
En las ediciones en el idioma neerlandés se encuentran las siguientes 102 piezas:
- 2 comodines (0 puntos)
- 1 punto: E ×18, N ×10, A ×6, O ×6, I ×4, R ×5
- 2 puntos: D ×5, S ×5, T ×5
- 3 puntos: G ×3, K ×3, L ×3, M ×3, B ×2, P ×2
- 4 puntos: U ×3, H ×2, J ×2, V ×2, Z ×2, F ×2
- 5 puntos: C ×2, W ×2
- 8 puntos: X ×1, Y ×1
- 10 puntos: Q ×1

Antes de marzo de 1998, había diferencias entre el juego neerlandés y el flamenco: la primera tenía 2 IJ con un valor de 4 puntos. Es más, había una sola F y sólo 4 S; y el valor de la G era de 2 puntos. La versión flamenca nunca tenía IJ, como se describió arriba. Las dos versiones son iguales ahora.

## Noruego
Las ediciones en noruego usan las siguientes 100 piezas.
- 2 comodines (0 puntos)
- 1 punto: E ×9, A ×7, N ×6, R ×6, S ×6, T ×6, D ×5, I ×5, L ×5
- 2 puntos: F ×4, G ×4, K ×4, M ×3, O ×4
- 3 puntos: H ×3
- 4 puntos: B ×3, U ×3, V ×3, J ×2, P ×2, Å ×2
- 5 puntos: Ø ×2
- 6 puntos: Y ×1, Æ ×1
- 8 puntos: W ×1
- 10 puntos: C ×1

Las letras Q, X y Z se ausentan porque son raras en noruego.

## Polaco
Las ediciones en polaco usan estas 100 piezas.
- 2 comodines (0 puntos)
- 1 punto: A ×9, I ×8, E ×7, O ×6, N ×5, Z ×5, R ×4, S ×4, W ×4
- 2 puntos: Y ×4, C ×3, D ×3, K ×3, L ×3, M ×3, P ×3, T ×3
- 3 puntos: B ×2, G ×2, H ×2, J ×2, Ł ×2, U ×2
- 5 puntos: Ą ×1, Ę ×1, F ×1, Ó ×1, Ś ×1, Ż ×1
- 6 puntos: Ć ×1
- 7 puntos: Ń ×1
- 9 puntos: Ź ×1

Este set es usado desde 2000. Previamente, una configuración poco diferente era usada: Ź valía 7 puntos, F valía 4 puntos. Había 2 Fs, y 8 As.
Las letras Q, V y X se ausentan, los comodines no pueden ser usados para representarlas.

## Portugués
Las ediciones en portugués cuentan con 120 fichas.
- 3 comodines (0 puntos)
- 1 punto: A ×14, E ×11, I ×10, O ×10, S ×8, U ×7, M ×6, R ×6, T ×5,
- 2 puntos: D ×5, L ×5, C ×4, P ×4
- 3 puntos: N ×4, B ×3, Ç ×2
- 4 puntos: F ×2, G ×2, H ×2, V ×2
- 5 puntos: J ×2
- 6 puntos: Q ×1
- 8 puntos: X ×1, Z ×1

Los signos diacríticos se ignoran, pero la Ç tiene una ficha separada.

## Rumano
Las ediciones en rumano usan 100 piezas.
- 2 comodines (0 puntos)
- 1 punto: A ×11, I ×10, E ×9, R ×7, T ×7, N ×6, U ×6, C ×5, O ×5, S ×5, L ×4
- 2 puntos: D ×4, P ×4
- 4 puntos: M ×3
- 8 puntos: F ×2, V ×2
- 9 puntos: B ×2, G ×2
- 10 puntos: H ×1, J ×1, X ×1, Z ×1

Los signos diacríticos se ignoran, por ejemplo Ă y Â son representadas por la A.

## Ruso
Los sets en ruso, que usan letras cirílicas, usaban 126 fichas. El número se redujo en 1990 a 104, usando esta distribución:
- 2 comodines (0 puntos)
- 1 punto: О ×10, А ×8, Е ×8, И ×5, Н ×5, Р ×5, С ×5, Т ×5, В ×4
- 2 puntos: Д ×4, К ×4, Л ×4, П ×4, У ×4, М ×3
- 3 puntos: Б ×2, Г ×2, Ь ×2, Я ×2, Ë ×1
- 4 puntos: Ы ×2, Й ×1
- 5 puntos: З ×2, Ж ×1, Х ×1, Ц ×1, Ч ×1
- 8 puntos: Ш ×1, Э ×1, Ю ×1
- 10 puntos: Ф ×1, Щ ×1, Ъ ×1

La vieja distribución era así:
- 2 comodines (0 puntos)
- 1 punto: О ×11, Е ×10, И ×10, Н ×6, А ×9, Р ×6, Т ×6, С ×5, В ×5
- 2 puntos: Д ×4, К ×4, Л ×4, М ×4, П ×4, У ×4
- 3 puntos: Я ×4, Б ×3, Г ×3, Ë ×3, Ь ×2
- 4 puntos: Ы ×2, Й ×2
- 5 puntos: Ж ×2, З ×2, Х ×1, Ц ×1, Ч ×1
- 8 puntos: Ш ×1, Э ×1, Ю ×1
- 10 puntos: Ф ×1, Щ ×1, Ъ ×1

## Sueco

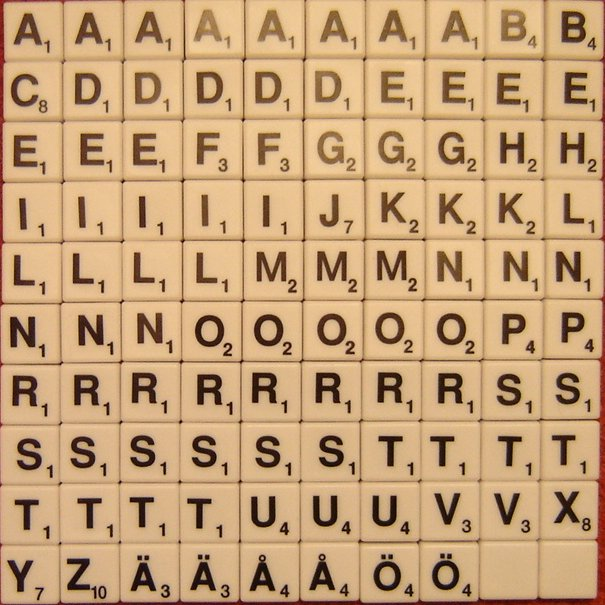
Un set de Scrabble en sueco completo.

Los sets en sueco del Scrabble (por mucho tiempo vendido como Alfapet, pero es el mismo juego) usan 100 fichas:
- 2 comodines (0 puntos)
- 1 punto: A ×8, R ×8, S ×8, T ×8, E ×7, N ×6, D ×5, I ×5, L ×5
- 2 puntos: O ×5, G ×3, K ×3, M ×3, H ×2
- 3 puntos: Ä ×2, F ×2, V ×2
- 4 puntos: U ×3, B ×2, Ö ×2, P ×2, Å ×2
- 7 puntos: J ×1, Y ×1
- 8 puntos: C ×1, X ×1
- 10 puntos: Z ×1

Nótese que las letras Ä, Ö, y Å tienen fichas separadas. Se ignoran los signos diacríticos, como É. También, las letras Q y W, son raras en sueco, se ausentan, pero se pueden representar con un cuadro en blanco.

## Turco
Los sets en turco usan estas fichas (nótesen las fichas de íes con y sin punto):
- 2 comodines (0 puntos)
- 1 punto: A ×12, E ×8, İ ×7, K ×7, L ×7, R ×6, N ×5, T ×5
- 2 puntos: I ×4, M ×4, O ×3, S ×3, U ×3
- 3 puntos: B ×2, D ×2, Y ×2, Ü ×2
- 4 puntos: C ×2, Ş ×2, Z ×2, Ç ×2
- 5 puntos: H ×1, P ×1, G ×1
- 7 puntos: F ×1, V ×1, Ö ×1
- 8 puntos: Ğ ×1
- 10 puntos: J ×1